# カイ・レオ・イ・バルタルストヴ
カイ・レオ・イ・バルタルストヴ（フェロー語: Kaj Leo í Bartalsstovu、1991年6月23日 - ）は、フェロー諸島のサッカー選手。元フェロー諸島代表。ポジションはFW。
個人名がカイ・レオで、イ・バルタルストヴはファミリーネームである。

## クラブ歴
スヴロイ島のヴァーグルに生まれ、プロサッカーキャリアをバイキングルでスタートさせる。バイキングルでは4年間プレーし、102試合に出場、23ゴールを決めた。特に2012年、2013年は、国内カップ戦の2連覇を達成するなど、プロキャリアのスタートからまだ間もないにもかかわらず輝かしい実績を持つこととなった。
2014年1月21日に、OBOSリーガエン(ノルウェー2部リーグ)のレヴァンジャーと契約した。2016年には、1年半の契約でディナモ・ブカレストに加入し、フェロー諸島出身選手で初めてリーガ1(ルーマニア1部リーグ)のチームと契約した選手となった。
2016年2月14日、バルタルストヴは、ルーマニアでのデビュー戦で、FCボトシャニに1-0で勝利した。しかし、監督が辞任したことにより、5月20日にディナモ・ブカレストを契約解除になった後、FHと契約した。このシーズン、リーグ戦で優勝した。
2017年、2年契約でÍBVに加入し、アイスランド・カップでは優勝を果たした。契約満了後、ヴァルルとの契約が発表された。
新型コロナウイルスによるリーグ戦の制限のため、ヴァルルでの最初のシーズンは短縮されたものだった。ヴァルルは残り4試合を残して、2019-20シーズンのリーグ優勝を決めた。2021年には、アイスランドの首都レイキャヴィークに本拠地を置くチームが参加するレイキャヴィーク・カップでも優勝した。その後、バルタルストヴはクラブとの契約を解除し、北欧のクラブからのオファーやアイスランドの様々なクラブでのトライアルを経て、ÍAと2年契約を結んだ。しかし、1年で契約を解除し、ライクニルと新しく契約を結ぶことが発表された。
元々の契約がシーズン後半の半年間だけであったため、2023年9月で契約満了となり、ニャルドヴィクに移籍した。チームの降格の危機を救い、シーズンオフには契約の延長も発表された。

## 代表歴
U21での出場経験もある。2014年3月1日のジブラルタル戦でA代表デビューした。国際試合での出場は、同年11月11日のUEFA EURO 2016予選となった。2018年3月25日、リヒテンシュタイン戦で、代表初ゴールを決めた。

## タイトル
- フェロー諸島カップ 2012、2013

- アイスランドリーグ 2016、2020

- アイスランド・カップ 2017

- レイキャヴィーク・カップ 2021 [3]